# Tony Settember
 Tony Settember  (Manila, 10 de juliol de 1926 - Reno, 4 de maig de 2014) va ser un pilot de curses automobilístiques estatunidenc que va arribar a disputar curses de Fórmula 1.

## A la F1
Va debutar a la cinquena cursa de la temporada 1962 (la tretzena temporada de la història) del campionat del món de la Fórmula 1, disputant el 21 de juliol del 1962 el GP de Gran Bretanya al circuit d'Aintree.
Tony Settember va participar en un total de set proves puntuables pel campionat de la F1, disputades en dues temporades consecutives (1962 - 1963) aconseguint una onzena posició com a millor classificació en una cursa i no assolí cap punt pel campionat del món de pilots.

## Resultats a la Fórmula 1
| Any  | Equip           | Xassís   | Motor  | 1   | 2       | 3   | 4       | 5       | 6       | 7       | 8   | 9   | 10  | Posició | Punts |
| ---- | --------------- | -------- | ------ | --- | ------- | --- | ------- | ------- | ------- | ------- | --- | --- | --- | ------- | ----- |
| 1962 | Emeryson Cars   | Emeryson | Climax | HOL | MON     | BEL | FRA     | GBR 11  | ALE     | ITA Ret | USA | SUD |     | -       | 0     |
| 1963 | Scirocco-Powell | Scirocco | BRM    | MON | BEL Ret | HOL | FRA Ret | GBR Ret | ALE Ret | ITA DNQ | USA | MEX | SUD | -       | 0     |

### Resum
| Curses: | Victòries: | Pòdiums: | Poles: | Voltes ràpides: | Punts: |
| ------- | ---------- | -------- | ------ | --------------- | ------ |
| 7       | 0          | 0        | 0      | 0               | 0      |